# Пацци, Энрико

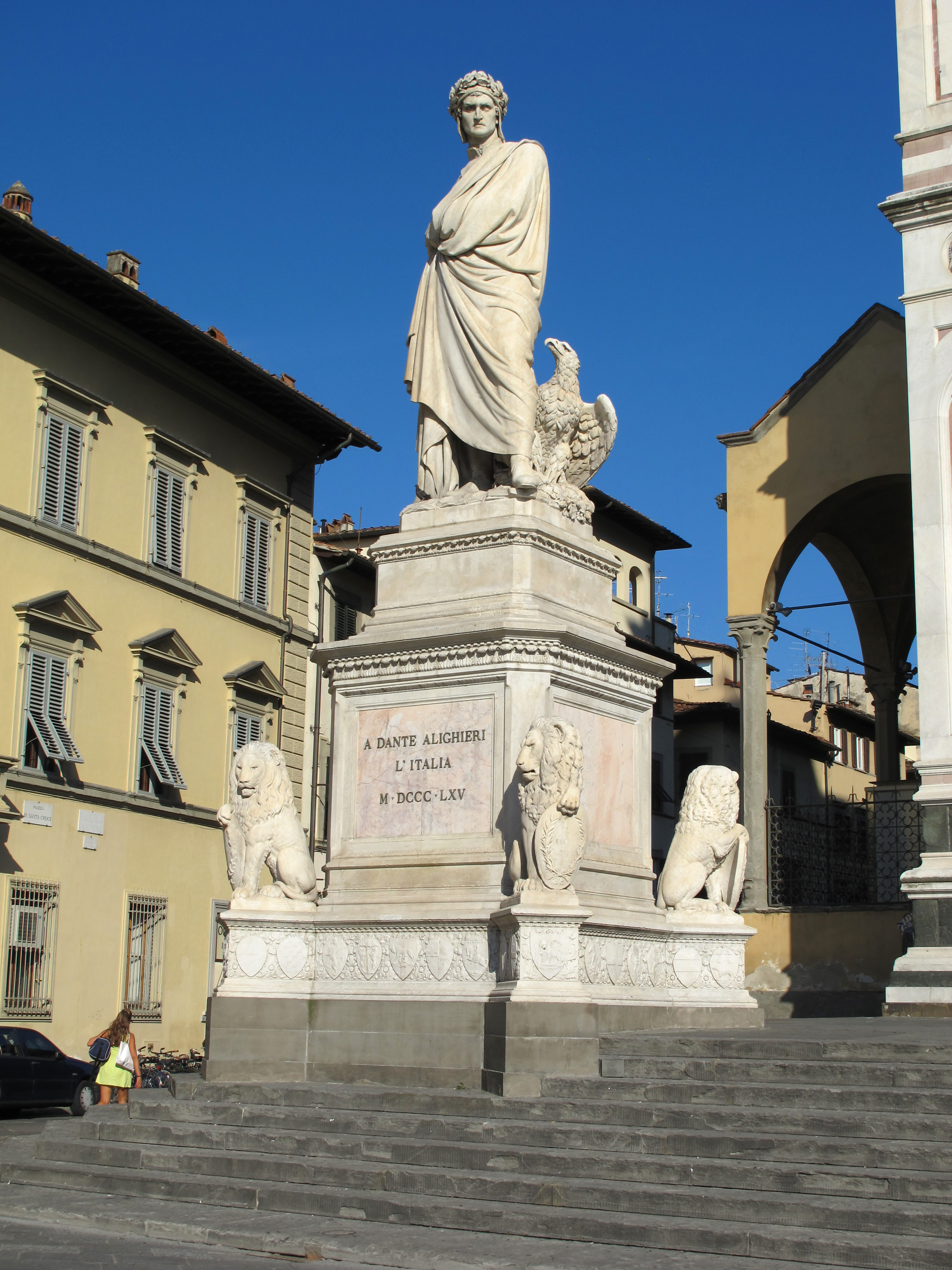
Памятник Данте 1865 г. Флоренция

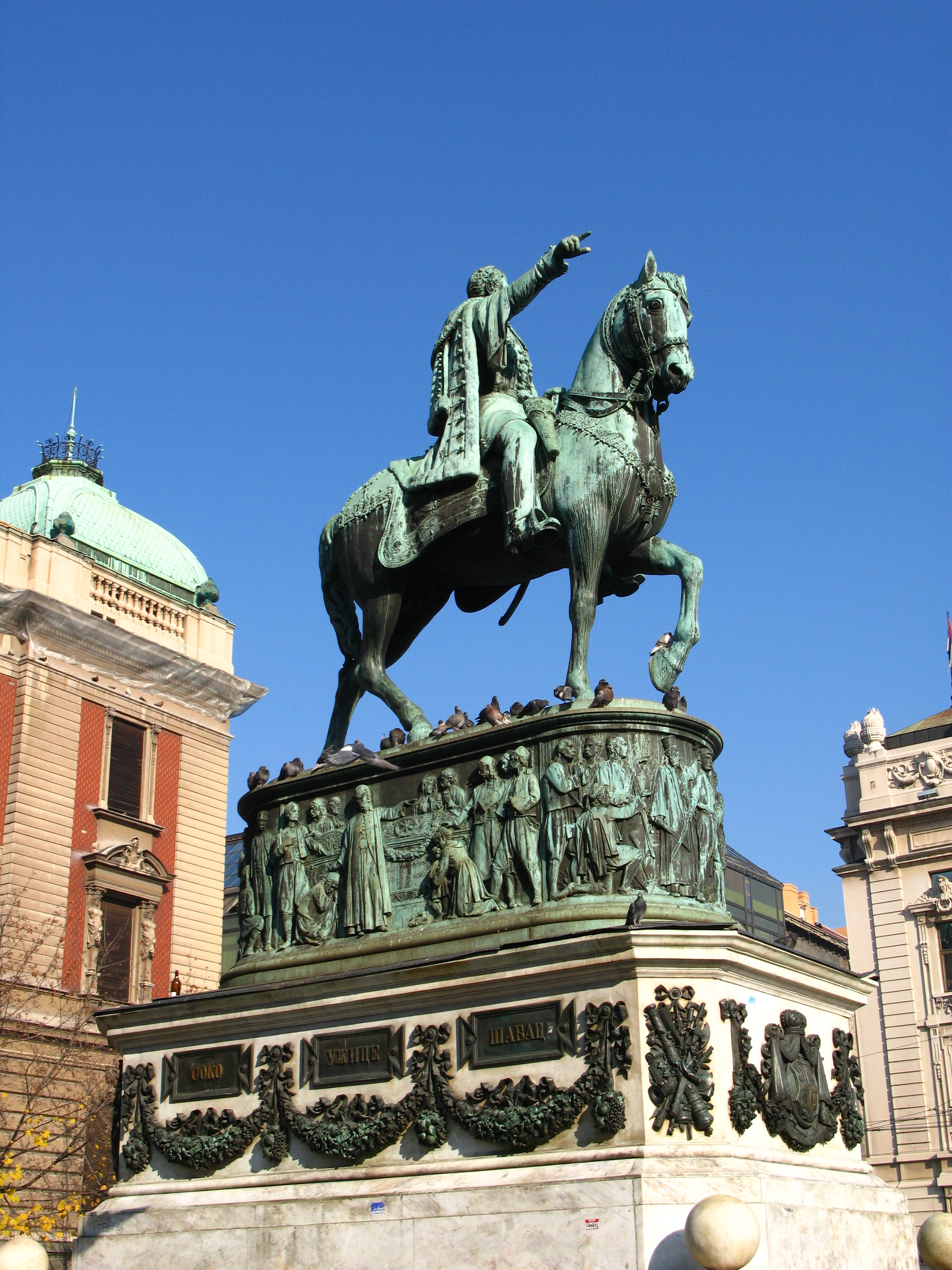
Памятник князю Михаилу Обреновичу в Белграде (Сербия)

Энрико Пацци (итал. Enrico Pazzi ; 20 июня 1818, Равенна — 27 марта 1899, Флоренция) — итальянский скульптор.

## Биография
Обучался ваянию в Болонской Академии изящных искусств под руководством Игнацио Сарти. В 1845 году выиграл трехлетнюю стипендию на обучение во Флоренции в мастерской известного скульптора Джованни Дюпреи вскоре стал любимым учеником мастера.
В течение шести лет работал под руководством Дж. Дюпре во Флоренции.

## Творчество

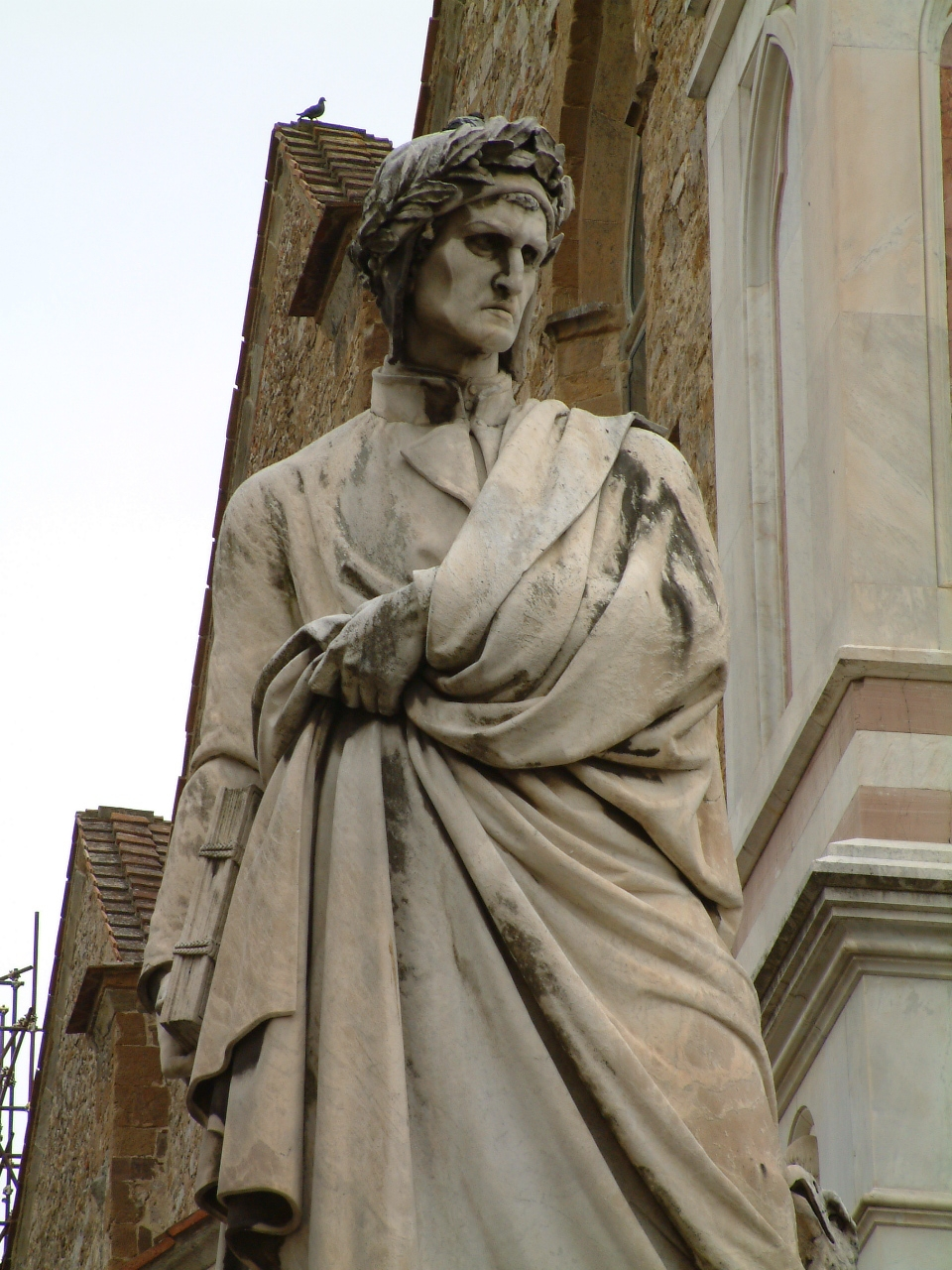
Фрагмент памятника Данте во Флоренции

Автор ряда памятников и скульптур в Равенне и Флоренции.
Первым значительным произведением Э. Пацци была статуя «Моисей, попирающий ногами венец фараона», выставленная во Флоренции в 1859 году, которая принесла известность художнику и скульптору, постоянно возраставшую по мере появления последующих его работ.
Важнейшие из них превосходная, весьма экспрессивная статуя Лукреции, группы «Христос, благословляющий детей» и «Венеция-рабыня, сидящая на льве св. Марка», надгробные памятники командора Раттацци в Алессандрии и Спадини (с аллегорической группой «Материнское горе») в Фаэнца, колоссальная фигура Данте в монументе, воздвигнутом ему в 1865 на площади Санта-Кроче во Флоренции, монумента Дж. Савонаролы (1872) в зале XVI столетия там же, бронзовая конная статуя сербского князя Михаила Обреновича в Белграде (1882), памятники Луиджи Карло Фарини в Равенне и генерала Н. Биксио в Риме, ряд статуй, среди которых «Галл Плацидия, охотящийся на своего брата Гонория», а также грациозные статуэтки — «Спящий Амур», «Разочарованный Амур», «Невинность, шутящая с Пороком», «Лия и Рахиль» и несколько портретных бюстов, посвященных известным знатным людям Равенны.
Вернувшись в Равенну в 1877 году, Пацци оставил завещание о передаче своему родному городу ценную коллекцию предметов искусства, состоящую из книг, гравюр, рисунков, антикварной мебели, картин и скульптур, последние «для размещения и постоянного содержания в Академии художеств».
Э. Пацци был также главным спонсором Национального музея Равенныю Написал автобиографию в 1887 году под названием «Ricordi d’Arte».
Умер во Флоренции в 1899 году.